# Петро (Пилипець)
Петро́ Пилипе́ць (8 червня 1877, Стоянів — 13 березня 1943, с. Великі Підліски) — священник Української греко-католицької церкви, церковний і громадсько-політичний діяч. Зять художника Теофіла Копистинського.

## Біографія
Народився в селі Стоянів на Радехівщині. Батько його — Андрій. Після філософії і двох років богослов'я у Львівській семінарії, третій рік богословських студій продовжив у Відні (1901 р.). Священником Петро Пилипець став 1903 року. Спочатку був катехитом у Львові, а від 1910 року був парохом в Сухоріччі під Львовом. Пилипець був одружений з дочкою художника Т. Копистинського і мав з нею дочку Любу та двох синів: Мирослава та Романа.

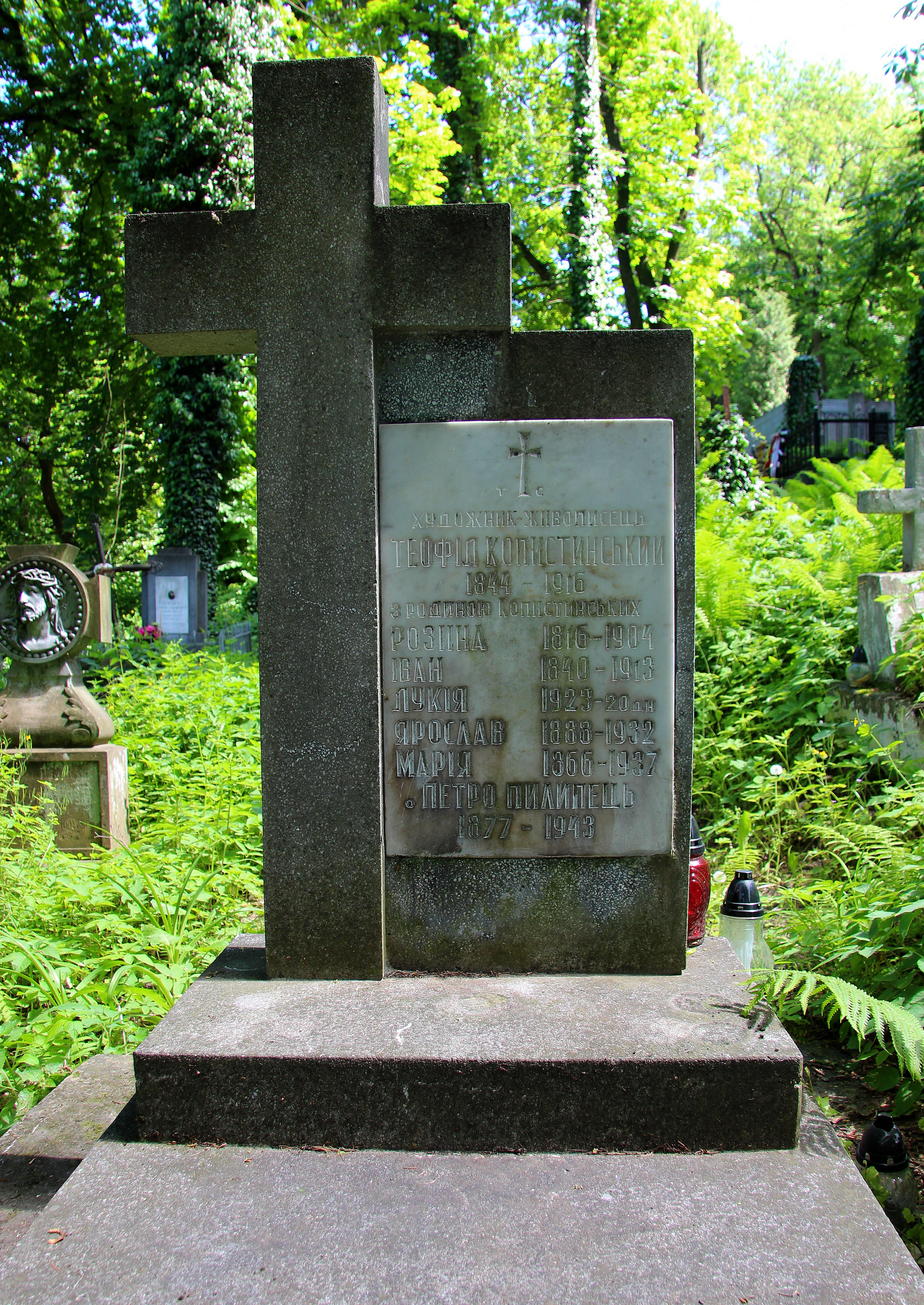

27 березня 1922 року о. Петро присягнув у консисторії як парох села Підбірці. 3 квітня в присутності декана Еліяшевського, пароха о. Василя Бернацького, сусідніх священників, провізорів Костя Брезденя, Степана Островського, Теодора Бойка та членів церковного комітету відбувся акт передачі парафії о. Пилипцю. 1924 року отець збудував дзвіницю а потім, назбиравши коштів, їздив до Польщі за дзвонами де замовив 8 штук.
У 1924 році у Винниках брав участь при освяченні відновленого пам'ятника Тарасу Шевченку
У 1926 році — голова товариства «Просвіта», в якому організовує оркестр з 32 музичних інструментів.
У 1930 році о. Пилипець почав обмуровувати дерев'яну церкву цегляними стінами, яку 1934 року завершили. У с. Підбірцях в цей час було 794 вірних та 162 вірних у Кам'янополі.
У 1927—1928 роках був адміністратором Яричівського деканату, а з 1930 по 1936 рр. — його деканом.
15 березня 1936 року о. Пилипець змінює парафію і переходить с. Великі Підліски, а в Підбірці перейшов звідти о. Володимир Кучабський.
Помер о. Петро Пилипець 13 березня 1943 року в Підлісках, але поховали його у Львові, на 63 полі Личаківського цвинтаря в родинному гробівці Копистянских.
Петро Пилипець доклав значних зусиль у справу зміцнення позицій греко-католицької церкви та популяризації українства на теренах Львівщини, а також зробив значний внесок у підняття духовності, культури та національної самосвідомості своїх парафіян.

## Твори
- Отецъ Петръ Пилипецъ, катихит. «Первыи послы Галицкоі Руси», «Сиротская доля». Издания Общества им. Мих. Качковского. Месяць Червень 1905. Ч. 354. ЛЬВОВ, 1905. Из типографии Ставропыгийского Института, под управлением Михаила Рефця.
- Накладомъ свящ. Петра Пилипця, «Памятка зъ Зарваницѣ», ЛЬВОВ, 1910. Из типографии Ставропыгийского Института, под управлением Михаила Рефця.